# Шевино (озеро, Псковская область)
Шевино — озеро в Себежском районе на юге Псковской области.
Площадь — 3,5 км² (351 га, с островами — 3,6 км² или 356 га), максимальная глубина — 10 м, средняя глубина — 4 м.
На берегу озера расположена деревня Шевино.
Проточное. Относится к бассейну реки Шевянка, притока Неведрянки, которая соединяется с рекой Великая.
Тип озера лещово-плотвичный. Массовые виды рыб: щука, лещ, плотва, окунь, густера, красноперка, карась, линь, ерш, уклея, верховка, язь, вьюн, пескарь, щиповка; широкопалый рак (единично).
Для озера характерны: в литорали — песок, глина, галька, заиленный песок, ил, в центре — ил; в прибрежье — леса, луга, болото, огороды.